# Behta Hajipur
Behta Hajipur var en så kallad census town i den indiska delstaten Uttar Pradesh, och låg i distriktet Ghaziabad. Behta Hajipur hade 30 361 invånare år 1991, vilket hade vuxit till 94 298 invånare år 2001.